# Malu Vânăt (okręg Prahova)
Malu Vânăt – wieś w Rumunii, w okręgu Prahova, w gminie Izvoarele. W 2011 roku liczyła 835 mieszkańców.